# Joan Riudavets Moll
Pour les articles homonymes, voir Moll.
Joan Riudavets Moll, né le 15 décembre 1889 à Es Migjorn Gran sur l'île de Minorque aux Baléares et décédé à 114 ans le 5 mars 2004 dans la même ville des suites d'un rhume, était le doyen masculin de l'humanité depuis novembre 2003.

## Biographie
Il avait exercé le métier de cordonnier pendant toute sa vie.
Joan Riudavets Moll attribuait sa longévité (114 ans), à son régime alimentaire méditerranéen, à base d'huile d'olive, de tomates et de poissons, au fait qu'il dormait 15 heures par nuit et ne buvait qu'exceptionnellement alcool ou café.
Il avait arrêté de fumer depuis plus de 85 ans.
Son épouse, née la même année que lui, était morte à l'âge de 90 ans.

### Sources
- BBC (Anniversaire 114 ans)
- BBC Annonce du décès